# Jesse M. Combs
Jesse Martin Combs (* 7. Juli 1889 in Center, Shelby County, Texas; † 21. August 1953 in Beaumont, Texas) war ein US-amerikanischer Politiker. Zwischen 1945 und 1953 vertrat er den Bundesstaat Texas im US-Repräsentantenhaus.

## Werdegang
Jesse Combs besuchte die öffentlichen Schulen seiner Heimat und danach bis 1912 das Southwest Texas State Teachers College. Nach einem anschließenden Jurastudium und seiner 1918 erfolgten Zulassung als Rechtsanwalt begann er in Kountze in seinem neuen Beruf zu arbeiten. In den Jahren 1919 und 1920 fungierte er als Bezirksrichter im Hardin County. Danach war er bis 1943 an verschiedenen Gerichten in Texas als Richter tätig. Von 1926 bis 1940 war er Kuratoriumsvorsitzender der Schulen von South Park; zwischen 1940 und 1944 übte er die gleiche Funktion für das Lamar College aus. Politisch war er Mitglied der Demokratischen Partei.
Bei den Kongresswahlen des Jahres 1944 wurde Combs im zweiten Wahlbezirk von Texas in das US-Repräsentantenhaus in Washington, D.C. gewählt, wo er am 3. Januar 1945 die Nachfolge von Martin Dies Jr. antrat. Nach drei Wiederwahlen konnte er bis zum 3. Januar 1953 vier Legislaturperioden im Kongress absolvieren. In diese Zeit fielen das Ende des Zweiten Weltkrieges und der Beginn des Kalten Krieges. 1952 verzichtete Jesse Combs auf eine erneute Kandidatur. Er starb am 21. August 1953 in Beaumont, wo er auch beigesetzt wurde.